# Aquiles Nogueira Lima
Aquiles Nogueira Lima (Pedro II, 17 de novembro de 1941) é um médico e político brasileiro, outrora deputado estadual pelo Piauí. Foi presidente e médico do que Tirandentes Futebol Clube. Sua paixão por cavalos o fez trazer para o Piauí o 1º Quarto de milha para o estado, realizando também a 1ª vaquejada no Piauí. Foi presidente do Joquei Clube, e na sua gestão, construiu a sede histórica que fez parte do entretenimento Teresinense. Foi também delegado do MEC, ajudando a construir a biblioteca da UFPI. Tem 04 filhos, a publicitária Naiara Adad Nogueira Lima, o Médico Aquiles Nogueira Lima Filho, a médica Inaê Pinheiro Nogueira Lima e o médico Ryan Nogueira, além de 03 netos. 

## Dados biográficos
Filho de Manuel Nogueira Lima e Maria de Lourdes Lima, formou-se em Medicina pela Universidade Federal de Pernambuco, tendo trabalhado junto à Companhia Energética do Piauí, Instituto Nacional do Seguro Social e prefeitura de Teresina. Filiado ao MDB e, a seguir, ao PMDB, foi eleito deputado estadual em 1982, em lugar de seu irmão, Nogueira Filho.
Divergente de seu partido quanto às eleições de 1986, ingressou no PFL, sendo eleito terceiro suplente de deputado estadual nesse mesmo ano, chegando a exercer o mandato sob convocação. Em 1988 foi candidato a vereador em Pedro II sem, entretanto, se eleger. Nomeado delegado regional do Ministério da Educação no Piauí, deixou o cargo meses antes de ser eleito primeiro suplente do senador Lucídio Portela em 1990.
Irmãos dos políticos Ciro Nogueira, Etevaldo Nogueira e Nogueira Filho, além de tio do senador Ciro Nogueira, o filho.